# Ernst Stegmann
Ernst Stegmann (* 31. Oktober 1870 in Bischofroda; † 20. Februar 1955 in Weimar) war ein deutscher Politiker.

## Leben
In eine Bauernfamilie geboren, studierte Stegmann nach dem Besuch der Gymnasien in Weimar und Eisenach Rechts- und Kameralwissenschaften in Jena, Berlin und München. Während seines Studiums wurde er 1891 Mitglied der Burschenschaft Teutonia Jena, aus der er 1935 austrat. Nach Examen und Referendariat wurde er Hilfsrichter beim Amtsgericht in Weimar und Auma. 1898 legte er sein Assessorexamen in Jena ab und wurde Bürgermeister von Buttstädt. 1901 wurde er Erster Bürgermeister von Apolda, ab 1906 Oberbürgermeister. Nachdem er sein Leben lang keiner Partei angehört hatte und in der Zeit des Nationalsozialismus nicht in die NSDAP eintreten wollte, wurde er 1934 gezwungen, sein Amt niederzulegen. Er zog nach Weimar, wo er verfolgt und bespitzelt, 1938 sogar verhaftet und gefoltert wurde.

## Ehrungen
- 1945: Umbenennung einer Straße in Apolda in „Stegmannstraße“
- 1992: Erneute Benennung dieser Straße in „Stegmannstraße“